# 쿨백-라이블러 발산
쿨백-라이블러 발산(Kullback–Leibler divergence, KLD)은 두 확률분포의 차이를 계산하는 데에 사용하는 함수로, 어떤 이상적인 분포에 대해, 그 분포를 근사하는 다른 분포를 사용해 샘플링을 한다면 발생할 수 있는 정보 엔트로피 차이를 계산한다. 상대 엔트로피(relative entropy), 정보 획득량(information gain), 인포메이션 다이버전스(information divergence)라고도 한다. 정보이론에서는 상대 엔트로피, 기계학습의 결정 트리에서는 정보 획득량을 주로 사용한다.
쿨백-라이블러 발산은 비대칭으로, 두 값의 위치를 바꾸면 함수값도 달라진다. 따라서 이 함수는 거리 함수는 아니다.

## 정의
두 확률변수에 대한 확률분포 {\displaystyle P,Q}가 있을 때, 두 분포의 쿨백-라이블러 발산은 다음과 같이 정의된다.
- 이산확률변수의 경우: {\displaystyle D_{\mathrm {KL} }(P\|Q)=\sum _{i}P(i)\log {\frac {P(i)}{Q(i)}}}
- 연속확률변수의 경우: {\displaystyle D_{\mathrm {KL} }(P\|Q)=\int _{-\infty }^{\infty }p(x)\log {\frac {p(x)}{q(x)}}dx}, 여기에서 {\displaystyle p,q}는 두 확률분포의 확률 밀도 함수를 의미한다.

또는, 측도를 사용하여 더 일반적으로 표현할 수도 있다. 두 확률측도 {\displaystyle P,Q}가 있고 {\displaystyle Q}는 {\displaystyle P}에 대해 절대수렴할 경우, 두 분포의 쿨백-라이블러 발산은 다음과 같이 정의된다.
{\displaystyle D_{\mathrm {KL} }(P\|Q)=-\int _{X}\log {\frac {dQ}{dP}}dP}
여기에서 {\displaystyle {\frac {dQ}{dP}}}는 라돈-니코딤 도함수(Radon–Nikodym derivative)이다.

## 의미
쿨백-라이블러 발산은 어떠한 확률분포 {\displaystyle P}가 있을 때, 샘플링 과정에서 그 분포를 근사적으로 표현하는 확률분포 {\displaystyle Q}를 {\displaystyle P} 대신 사용할 경우 엔트로피 변화를 의미한다. 따라서, 원래의 분포가 가지는 엔트로피 {\displaystyle H(P)}와 {\displaystyle P} 대신 {\displaystyle Q}를 사용할 때의 교차 엔트로피(cross entropy) {\displaystyle H(P,Q)}의 차이를 구하면,
{\displaystyle D_{\mathrm {KL} }(P\|Q)=H(P,Q)-H(P)}
{\displaystyle =(-\sum _{x}p(x)\log q(x))-(-\sum _{x}p(x)\log p(x))}
로, 원래 정의했던 식과 같은 결과가 나온다.

## 같이 보기
- 교차 엔트로피
- 정보 이론 및 측정 이론